# 松島海岸駅

松島海岸駅付近の路線図

松島海岸駅（まつしまかいがんえき）は、宮城県宮城郡松島町松島字浪打浜（なみうちはま）にある、東日本旅客鉄道（JR東日本）仙石線の駅である。
日本三景松島観光の玄関口である。

## 歴史
- 1927年（昭和2年）4月18日：宮城電気鉄道の松島公園駅（まつしまこうえんえき）として開業[報道 1][3]。
- 1944年（昭和19年）5月1日：宮城電気鉄道の国有化により[3]、運輸通信省の駅となる。同時に松島海岸駅に改称[3]。
- 1956年（昭和31年）7月9日：貨物の取り扱いを廃止[3]。
- 1970年（昭和45年）
  - 7月1日：荷物の扱いを廃止[3]。
  - 9月1日：自動券売機を設置[新聞 1]。
- 1987年（昭和62年）4月1日：国鉄分割民営化により、東日本旅客鉄道（JR東日本）の駅となる[3]。
- 2003年（平成15年） 
  - 5月15日：自動改札を導入。
  - 10月26日：ICカード「Suica」の利用が可能となる[報道 3]。
  - 11月1日：管理区分見直しにより、管理駅となる（それ以前は本塩釜駅長管理下）。
- 2011年（平成23年）3月11日：東北地方太平洋沖地震の影響により仙石線が不通となり、当駅も閉鎖（代行バス運行開始後は乗車券の発券のみを行う）。同年5月28日に復旧[新聞 2]。
- 2019年（令和元年）12月中旬：仮駅舎に切り替え[新聞 3]。
- 2020年（令和2年）3月16日：新駅舎建設に着手[新聞 4]。
- 2021年（令和3年）
  - 11月14日：みどりの窓口の営業を終了[2]。
  - 11月15日：新駅舎の利用を開始[報道 2][新聞 5]。仙台・あおば通方面のりばを（現1番線）を新設ホームに移動[報道 2]。話せる指定席券売機を導入[2][報道 2]。
  - 12月1日：業務委託化[報道 2]。松島海岸駅長が廃止され、多賀城駅長管理となる。商業施設がオープン[報道 2]。管理下にあった駅のうち、仙石線は多賀城駅へ、東北線は仙台駅へ管理業務を移管。
- 2022年（令和4年）2月28日：リニューアル工事が完了[報道 4]。2番線側のエレベーターの使用を開始[報道 4]。
- 2024年（令和6年）10月1日：えきねっとQチケのサービスを開始[1][報道 5]。

## 駅構造
多賀城駅が管理し、JR東日本東北総合サービスが駅業務を受託する業務委託駅である。2021年（令和3年）11月30日まではJR東日本仙台支社（現・JR東日本東北本部）が運営する直営駅で、駅長のほか管理助役を置いていた。
駅舎には自動券売機、話せる指定席券売機、自動改札機（Suica、えきねっとQチケ対応）が設置されている。毎年8月中旬に行われる松島花火大会の際には、2番線ホーム仙台寄りに仮設の臨時改札口が設けられる。
単式ホーム2面2線を有する高架駅の構造で、駅舎の上部分は崖になっており、この崖の部分にホームと線路を敷設している。そのため、ホームからは松島湾を見下ろせる構造になっている。海側の線路は両方のホームに接するが、2番線ホーム側は柵が設置されたため、1番線ホーム側のみの乗降となる。
当初は島式ホーム1面（現在の2番線ホーム）2線の構造で、かつ駅舎とホームの連絡手段が階段しかなかった。観光地・松島の最寄り駅であるにもかかわらず、ホームが狭いうえバリアフリーに対応していないことが、駅舎の老朽化とともに課題となっていた。そのため、駅舎の改築とともに、海側にホームを増設し2面化してともにエレベータを設置し、駅前ロータリーを再整備する事が決定した。2019年（令和元年）5月30日の発表で整備が着手され、同年12月から仮駅舎に切り替えた。
2021年（令和3年）11月15日に新駅舎、新設1番線ホームならびに同ホーム用エレベーターが供用開始された。2021年（令和3年）12月には新駅舎の1階に土産店、2階にベーカリーカフェがオープン。2022年（令和4年）2月末までに仮駅舎が撤去され、2番線ホーム用のエレベーターなどが完成して全ての工事が完了し、新駅舎およびバリアフリー設備の完成式典が3月6日に行われた。
ホームの山側、さらに一段高くなっているところを東北本線が並走しており、東北本線にもホームを設ける構想があるが立地条件が厳しく実現には至っていない。
2015年（平成27年）5月29日まで運行していた矢本行きの代行バスは、当駅が乗り換え駅だった。なお、普通乗車券や回数券を利用して列車と代行バスを乗り継ぐ場合は、改札口の有人通路を利用し、精算が必要な場合は当駅の改札口で下車駅までの運賃を精算のうえ、精算済証を持っての乗車だった。バス誘導はJR東日本東北総合サービス（松島海岸駅代行バスセンター）に委託していた。

### のりば
| 番線 | 路線    | 方向 | 行先               | 備考        |
| ---- | ------- | ---- | ------------------ | ----------- |
| 1・2 | ■仙石線 | 上り | 仙台・あおば通方面 | おもに1番線 |
| 1・2 | ■仙石線 | 下り | 矢本・石巻方面     | おもに2番線 |

- 1番線を主本線、2番線を副本線としており、双方とも上下列車の着発・折り返し運転が可能な構造となっている。

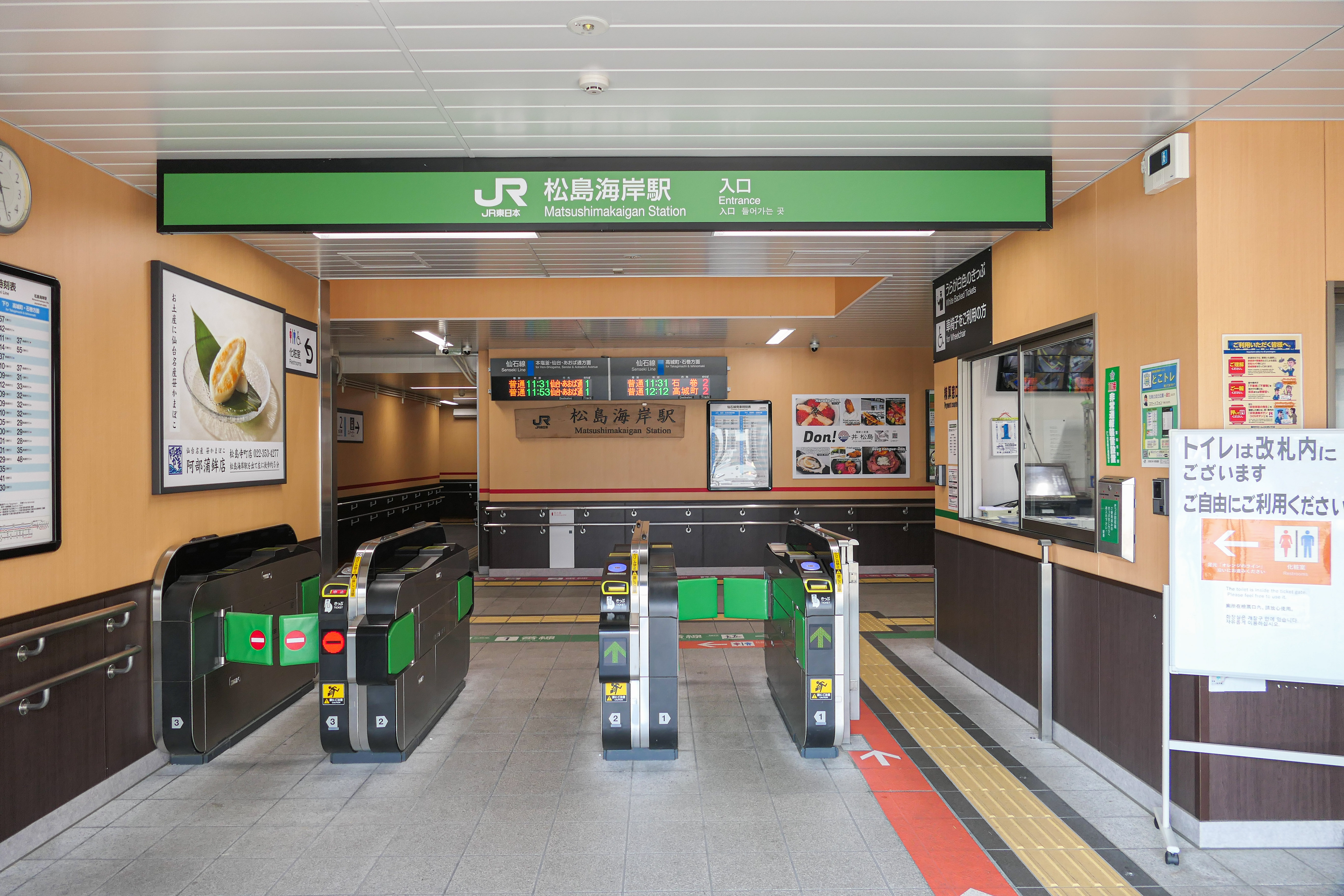
改札口（2024年6月）
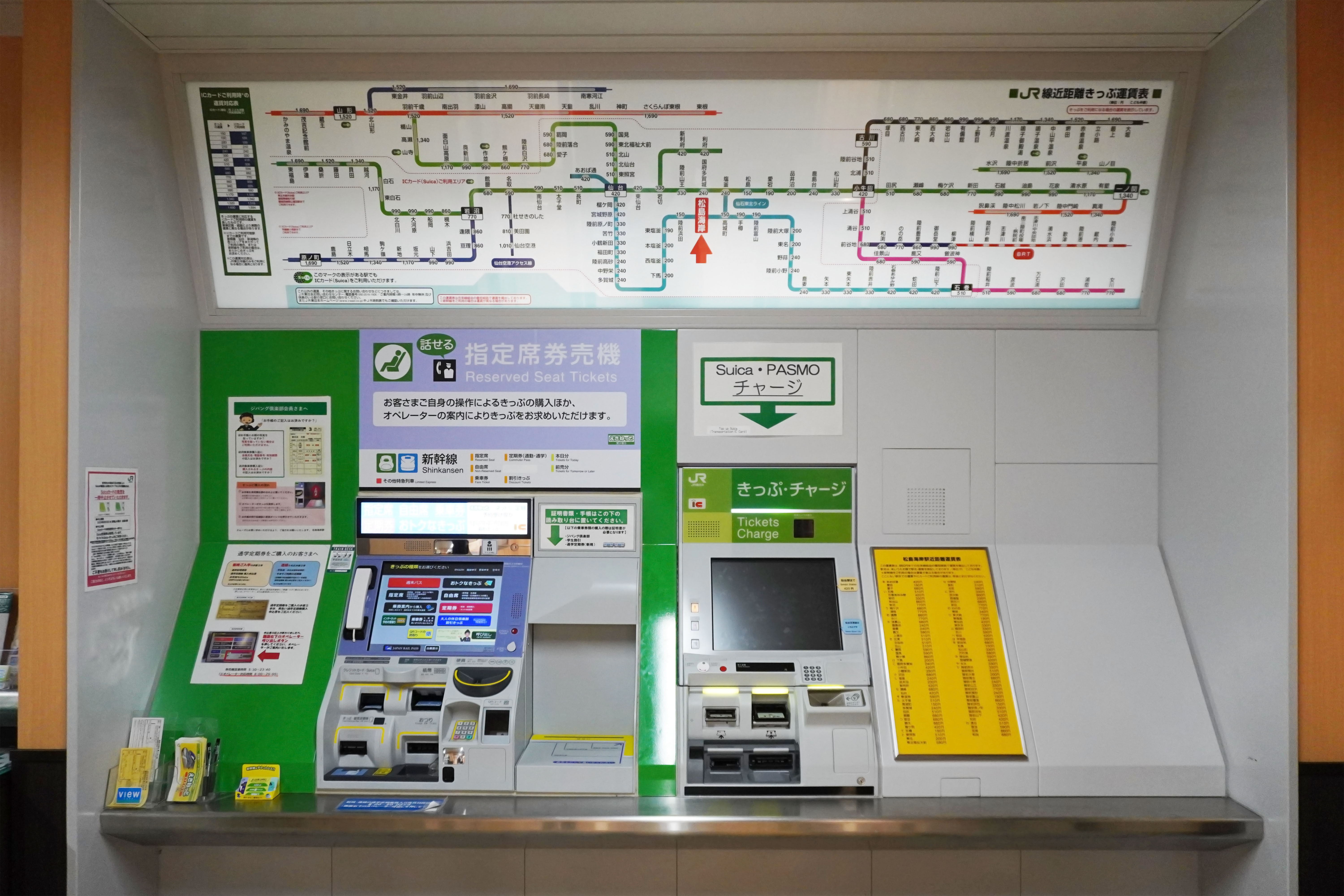
自動券売機（2023年8月）
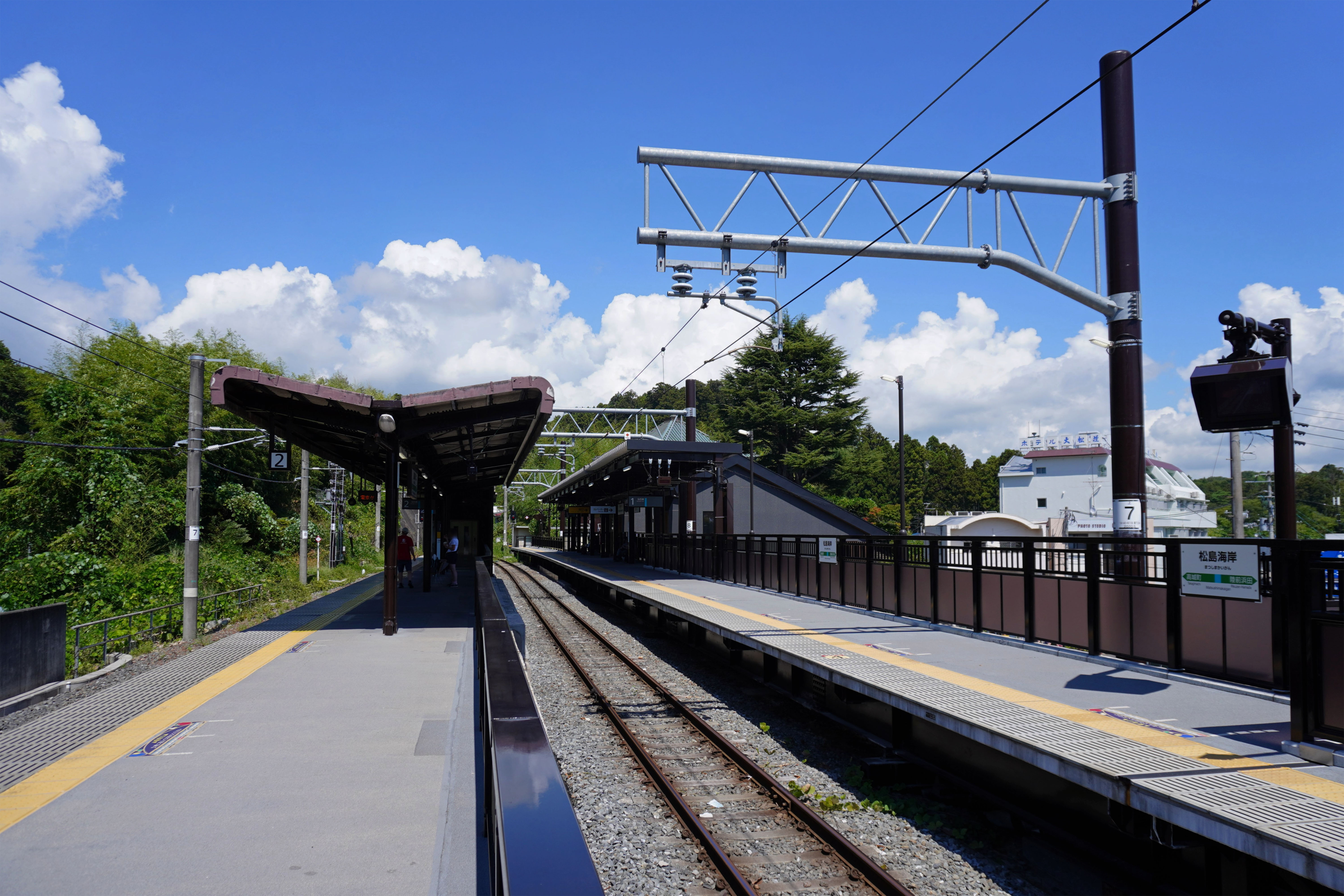
ホーム（2023年8月）

改修前
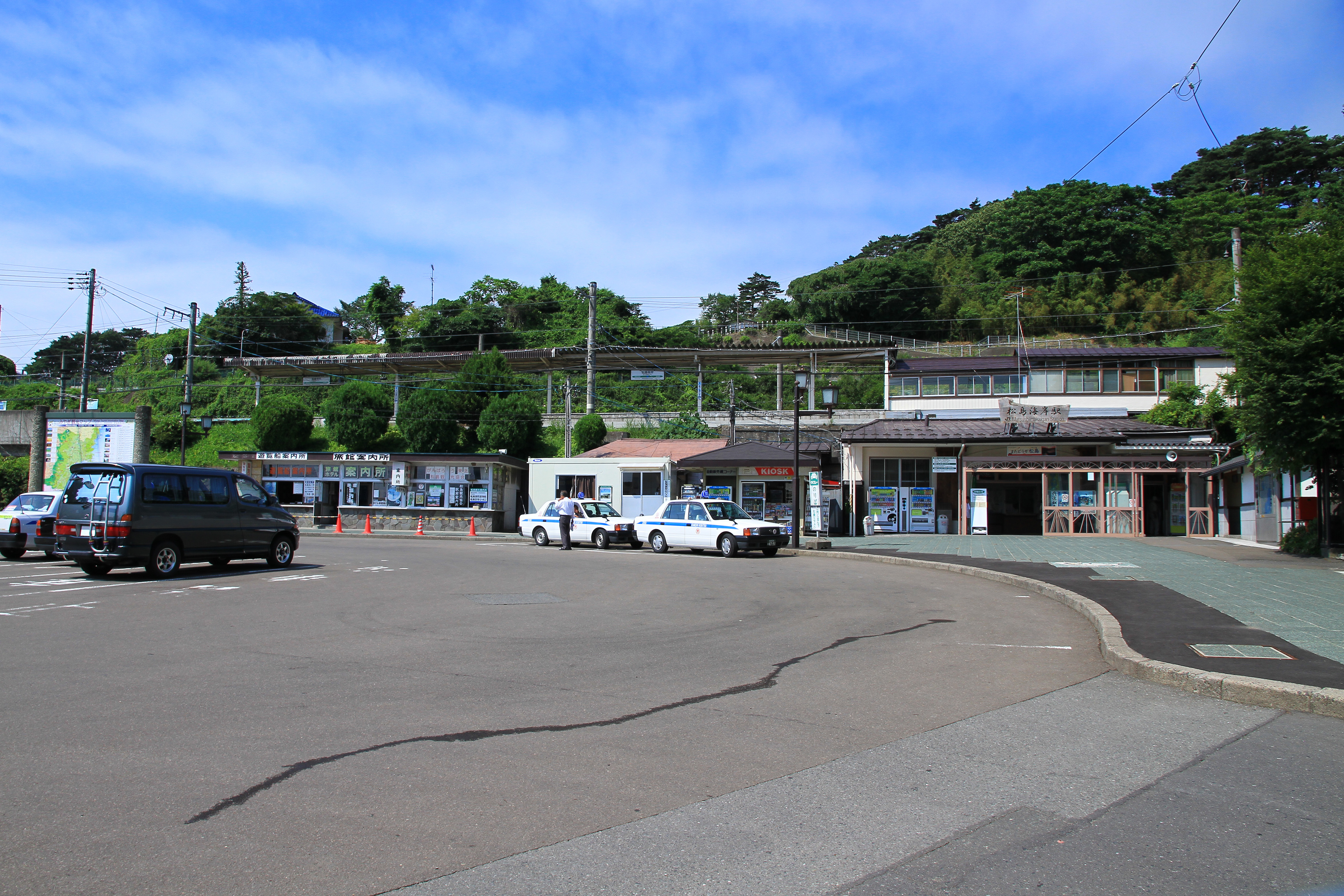
旧駅舎（2011年7月）
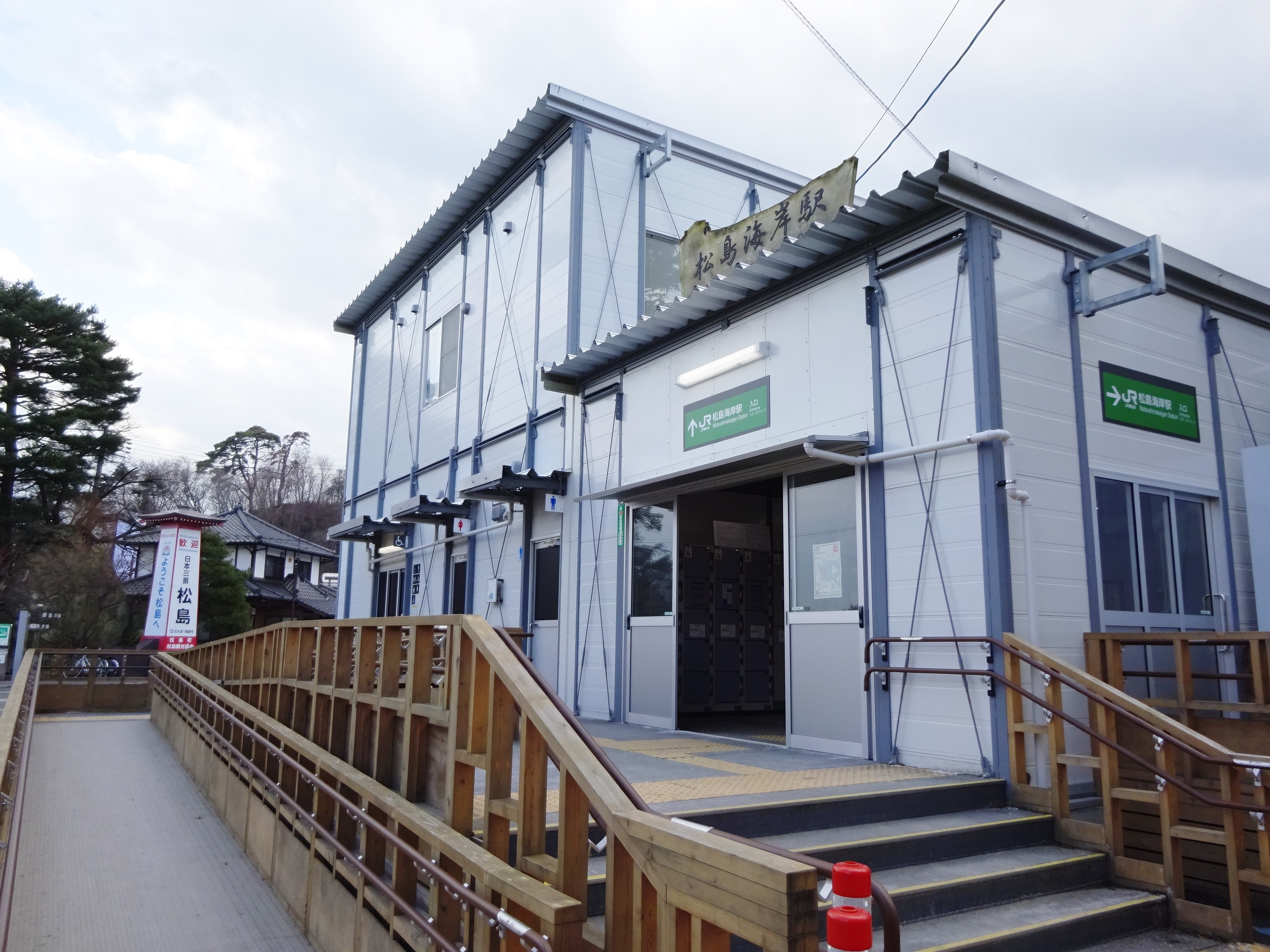
仮駅舎（2020年12月）
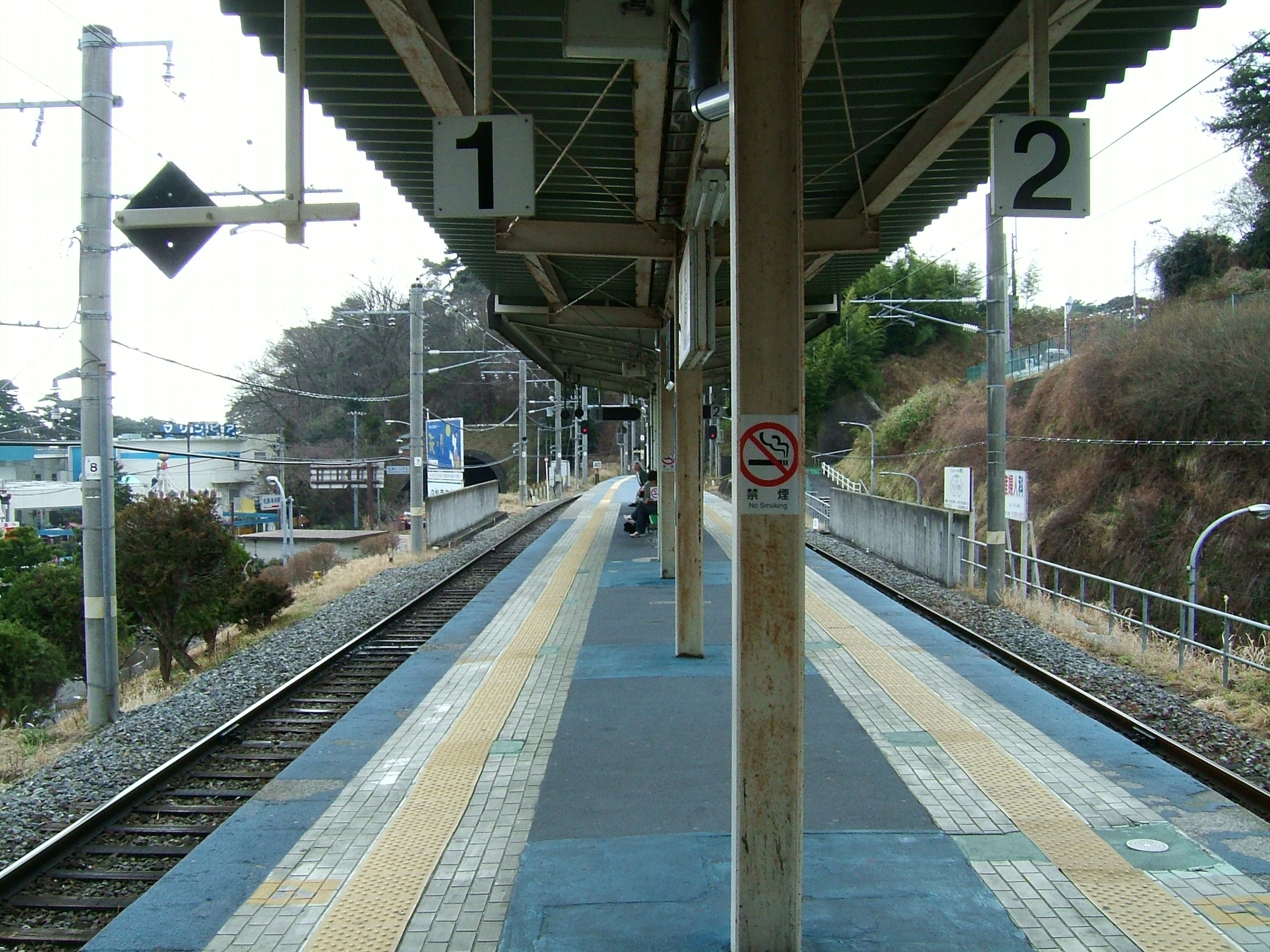
ホーム（増設前、2007年3月）

## 利用状況
JR東日本によると、2023年度（令和5年度）の1日平均乗車人員は1,374人である。
2000年度（平成12年度）以降の推移は以下のとおりである。
| 1日平均乗車人員推移 | 1日平均乗車人員推移 | 1日平均乗車人員推移 | 1日平均乗車人員推移 | 1日平均乗車人員推移 |
| 年度                | 定期外              | 定期                | 合計                | 出典                |
| ------------------- | ------------------- | ------------------- | ------------------- | ------------------- |
| 2000年（平成12年）  |                     |                     | 1,083               | [ 利用客数 2 ]      |
| 2001年（平成13年）  |                     |                     | 1,069               | [ 利用客数 3 ]      |
| 2002年（平成14年）  |                     |                     | 1,021               | [ 利用客数 4 ]      |
| 2003年（平成15年）  |                     |                     | 980                 | [ 利用客数 5 ]      |
| 2004年（平成16年）  |                     |                     | 1,045               | [ 利用客数 6 ]      |
| 2005年（平成17年）  |                     |                     | 1,001               | [ 利用客数 7 ]      |
| 2006年（平成18年）  |                     |                     | 1,038               | [ 利用客数 8 ]      |
| 2007年（平成19年）  |                     |                     | 1,119               | [ 利用客数 9 ]      |
| 2008年（平成20年）  |                     |                     | 1,140               | [ 利用客数 10 ]     |
| 2009年（平成21年）  |                     |                     | 1,187               | [ 利用客数 11 ]     |
| 2010年（平成22年）  |                     |                     | 1,136               | [ 利用客数 12 ]     |
| 2011年（平成23年）  | 非公表              | 非公表              | 非公表              |                     |
| 2012年（平成24年）  | 901                 | 176                 | 1,078               | [ 利用客数 13 ]     |
| 2013年（平成25年）  | 988                 | 196                 | 1,185               | [ 利用客数 14 ]     |
| 2014年（平成26年）  | 1,009               | 184                 | 1,194               | [ 利用客数 15 ]     |
| 2015年（平成27年）  | 916                 | 159                 | 1,076               | [ 利用客数 16 ]     |
| 2016年（平成28年）  | 861                 | 155                 | 1,017               | [ 利用客数 17 ]     |
| 2017年（平成29年）  | 899                 | 147                 | 1,046               | [ 利用客数 18 ]     |
| 2018年（平成30年）  | 1,019               | 145                 | 1,164               | [ 利用客数 19 ]     |
| 2019年（令和元年）  | 1,032               | 155                 | 1,187               | [ 利用客数 20 ]     |
| 2020年（令和02年）  | 465                 | 113                 | 579                 | [ 利用客数 21 ]     |
| 2021年（令和03年）  | 553                 | 114                 | 668                 | [ 利用客数 22 ]     |
| 2022年（令和04年）  | 944                 | 119                 | 1,063               | [ 利用客数 23 ]     |
| 2023年（令和05年）  | 1,251               | 123                 | 1,374               | [ 利用客数 1 ]      |

## 駅周辺
- 松島
- 瑞巌寺
- 五大堂
- みちのく伊達政宗歴史館
- 西行戻しの松
- 定期観光船発着場 - 松島湾内を島巡りする観光船が運行されている。
- 松島海岸郵便局
- 塩釜警察署松島交番
- 松島電車松島海岸停留所跡

### バス路線
以下のバスが発着する。
- 松島町営バス（松島西線）
- 岩手県北バス 仙台空港・平泉行き（運休中）
- 宮城交通・京成バス千葉イースト 昼行便「ザ・サンライナー」 - 成田空港・西船橋駅・バスターミナル東京八重洲発当駅止まりの便が到着する（当駅発の便は設定されていない）。

## 隣の駅
東日本旅客鉄道（JR東日本）
■仙石線
陸前浜田駅 - 松島海岸駅 - 高城町駅

### 記事本文